# Alive & Well and Living in a Bitch of a World
| Recensione | Giudizio |
| ---------- | -------- |
| AllMusic   |          |

Alive & Well and Living in a Bitch of a World è il terzo album discografico di Wayne Cochran (a nome di Wayne Cochran and His C.C. Riders), pubblicato dall'etichetta discografica King Records nel dicembre del 1970.

## Tracce

### LP
Lato A
1. Overture – 2:36
2. My Machine – 3:20 (Charles Brent, Wayne Cochran)
3. Riders Blues – 2:30 (Charles Brent, Wayne Cochran)
4. If I Were a Carpenter – 4:58 (Tim Hardin)
5. Sunday Driver – 5:01 (Charles Brent, Wayne Cochran)

Lato B
1. Let Me Come with You – 10:35 (Charles Brent, Wayne Cochran)
2. C.C. Rider – 3:46 (Wayne Cochran; arrangiamento di Charles Brent)
3. Chopper 70 – 3:34 (Charles Brent)

## Formazione
- Wayne Cochran - voce solista
- C.C. Riders - componenti del gruppo non accreditati

Note aggiuntive
- Wayne Cochran e Charles Brent - produttori
- John Wagner - coordinatore alla produzione
- Dave Harrison e John Wagner - ingegneri delle registrazioni
- Dan Quest & Associates, Inc. - design album originale
- Tom Condie - fotografia[2]